# Tumbo
Tumbo ist ein Ort (tätort) in der schwedischen Provinz Södermanlands län, in der historischen Provinz (landskap) Södermanland.

## Lage und Verkehr
Tumbo gehört zur Gemeinde Eskilstuna und innerhalb dieser seit 1. Januar 2016 zum Distrikt Tumbo. Es liegt etwa 12 km nordwestlich Luftlinie nordwestlich des Zentrums von Eskilstuna, das sowohl Provinzhauptstadt als auch Gemeindezentrum ist. Der Ort im westlichen Teil der historischen Landschaft Rekarne besteht aus drei größeren, etwas voneinander getrennten Teilen (Berga im Osten, Hagby im Süden, Övlingeby im Norden).
Durch den Ort verläuft die Svealandsbahn (Svealandsbanan) von Södertälje nach Valskog. Am dortigen Bahnhof Rekarne der heute nur noch als Kreuzungsbahnhof ohne Personenverkehr genutzt wird, zweigt eine Strecke nach Kolbäck an der Bahnstrecke Stockholm–Örebro ab, als Teil der Verbindung Oxelösund – Sala. Einige Kilometer südlich von Tumbo verläuft die Europastraße 20 (Europaväg 20); östlich wird er vom Riksväg 56 umgangen, der wie die Bahnstrecke nach Kolbäck etwa drei Kilometer nördlich in Kvicksund den Mälarsee an einer schmalen Stelle überquert.

## Geschichte und Sehenswürdigkeiten
Der Ort geht auf das alte Kirchspiel (Tumbo socken) zurück,  aus dem 1862 eine gleichnamige Landgemeinde (landskommun) hervorging. Diese ging 1952 in der Landgemeinde Hällby auf, und mit dieser 1971 in der heutigen Gemeinde (kommun) Eskilstuna. Einen Ort unmittelbar bei der Kirche gab es anfangs nicht. Die umliegenden kleinen Ansiedlungen konsolidierten sich erst nach der Eröffnung des nahegelegenen Bahnhofs Rekarne der damaligen Bahngesellschaft Oxelösund-Flen-Västmanlands järnväg 1876. Von 1950 bis 1970 war der Tätort unter dem Namen Rekarne ausgewiesen.

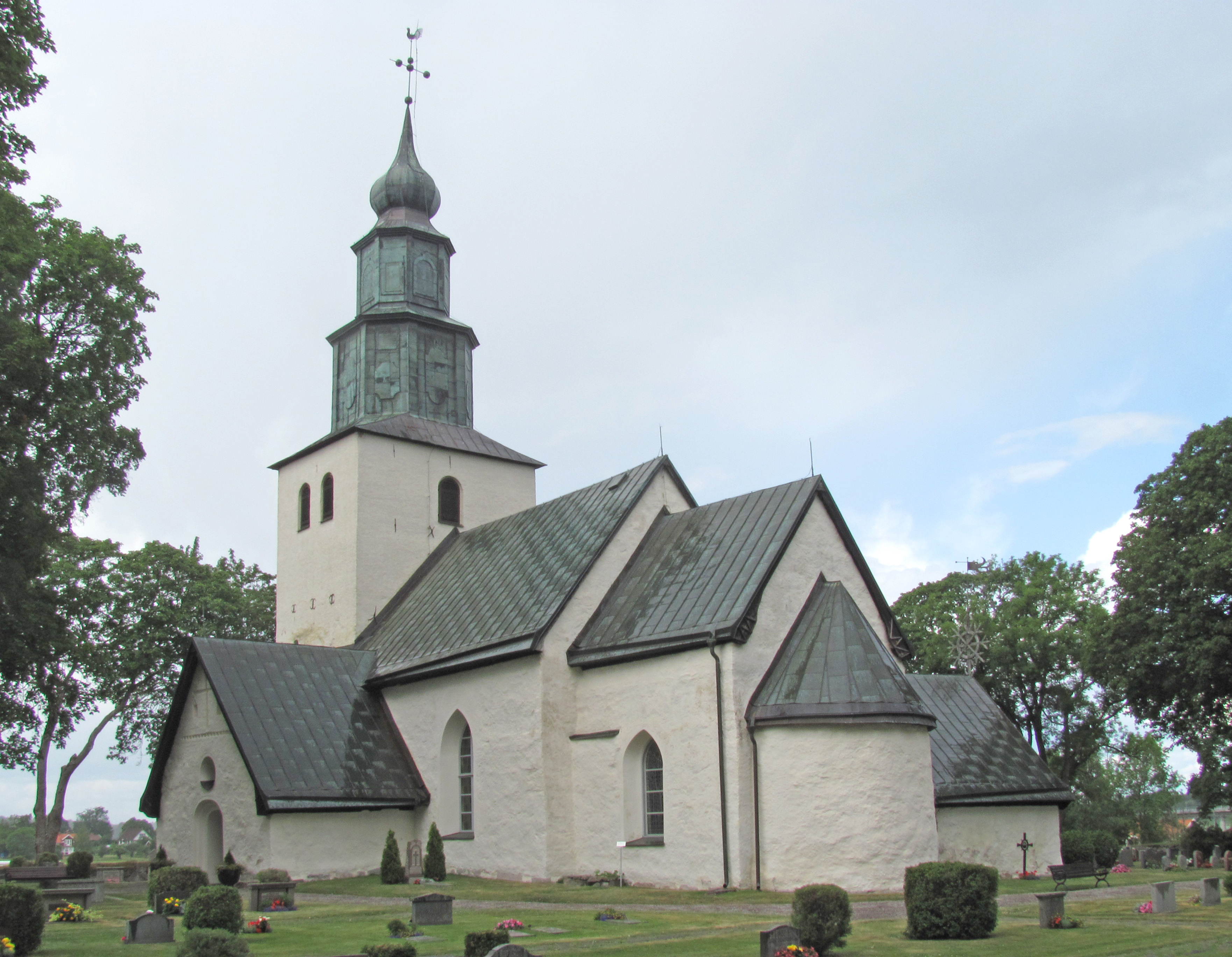
Kirche von Tumbo
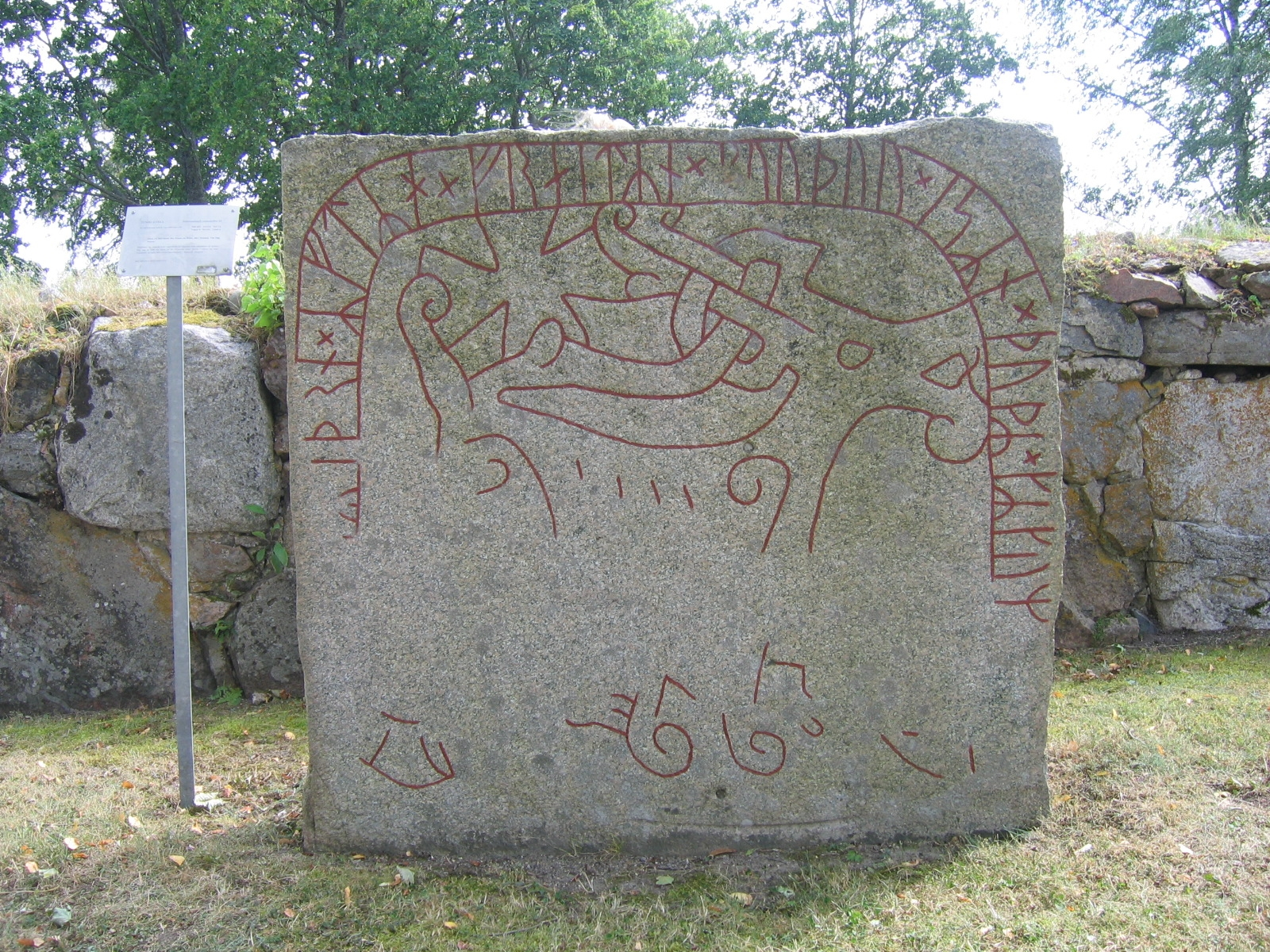
Einer der Runensteine
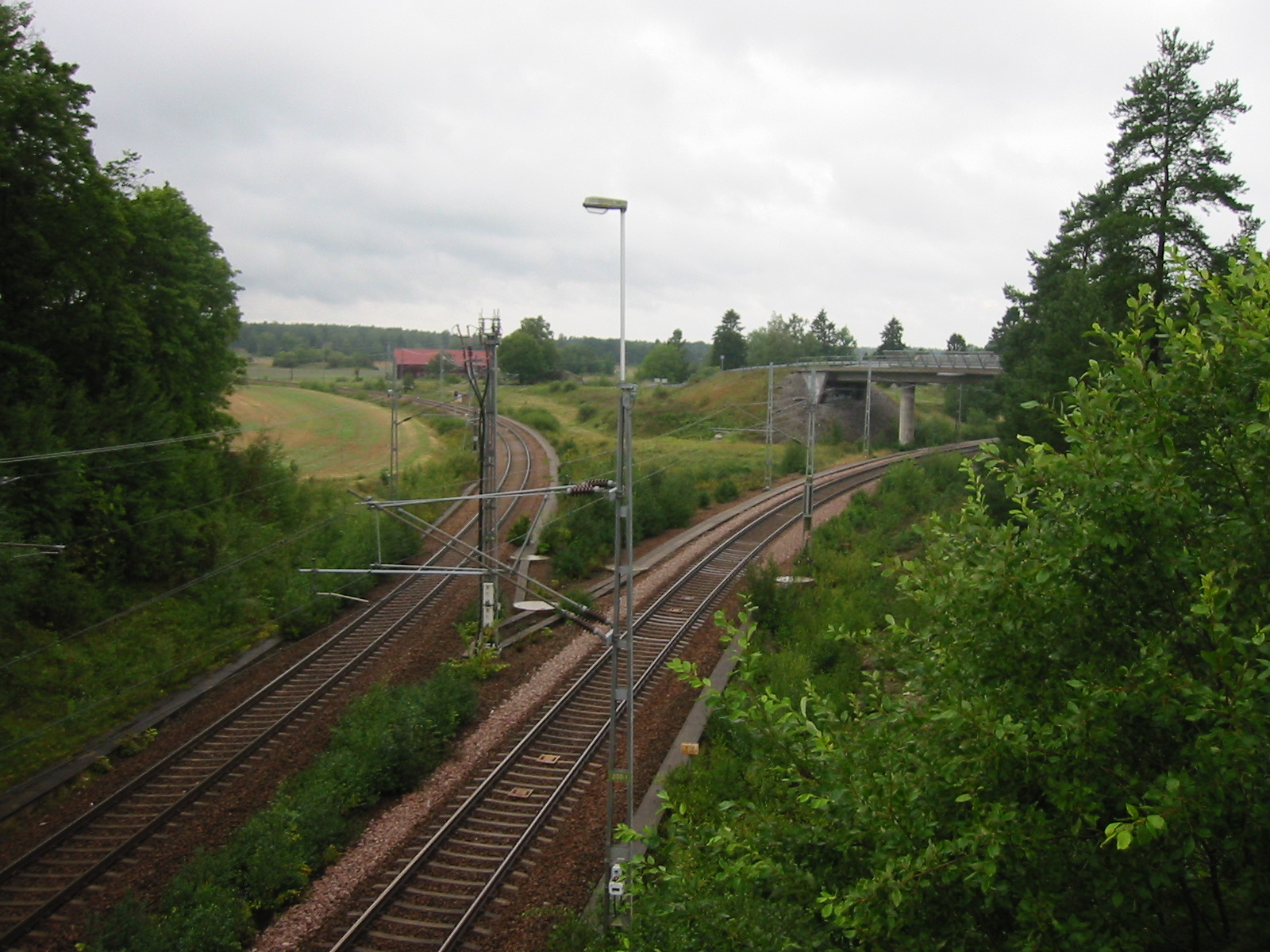
Abzweig der Bahnstrecke nach Kolbäck (rechts) von der Svealandsbahn beim Bahnhof Rekarne

Die Kirche vom Tumbo (Tumbo kyrka) gehört zu den ältesten in weitgehend ursprünglicher Bauform erhaltenen Kirchen Schweden. Das romanische Bauwerk stammt aus dem 12. Jahrhundert; Sakristei und Waffenhaus wurden im 15. Jahrhundert angebaut. Der heutige Turmhelm anstelle eines höheren, 1734 eingestürzten stammt von 1742 bis 1744. In der Kirche befand sich seit 1846 eine Orgel von Gustaf Andersson, deren Prospekt erhalten ist. Um die Kirche stehen die Runensteine an der Tumbo kyrka, einer ist in die Kirchenwand eingemauert.